# 拉拉 (上加龙省)
拉拉（法語：Larra，法語發音：[laʁa]）是法国上加龙省的一个市镇，属于图卢兹区。

## 地理
拉拉（43°44'20"N, 1°13'52"E）面积16.36 平方千米，位于法国奧克西塔尼大區上加龙省，该省份为法国西南部内陆省份，西南端与西班牙接壤，自此顺时针与上比利牛斯省、热尔省、塔恩-加龙省、塔恩省、奥德省和阿列日省接壤。
与拉拉接壤的市镇（或旧市镇、城区）包括：格勒纳德、布雷克斯、洛纳克、梅维尔、萨沃河畔蒙泰居、萨沃河畔圣保罗、蒂勒。

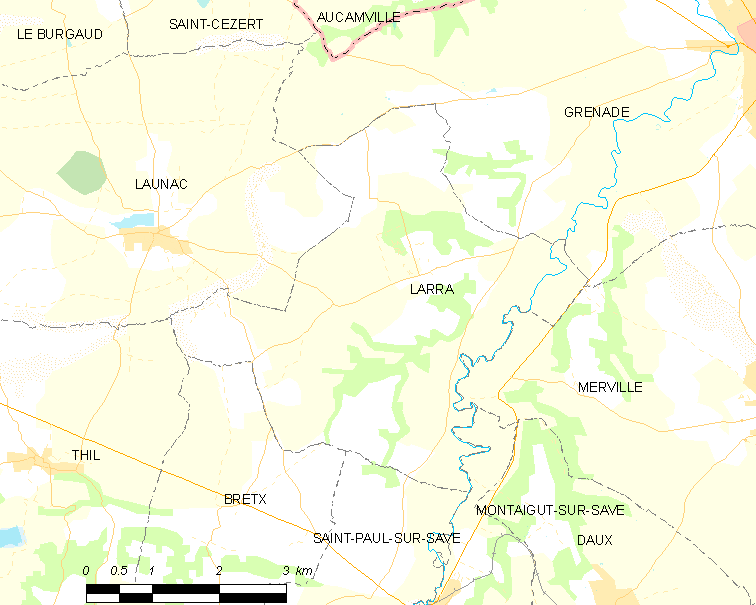
的OSM定位图

拉拉的时区为UTC+01:00、UTC+02:00（夏令时）。

## 行政
拉拉的邮政编码为31330，INSEE市镇编码为31592。

## 政治
拉拉所属的省级选区为莱格万县。

## 人口

1962-2008年间人口变化图示

拉拉于2022年1月1日时的人口数量为2249人。

## 图集

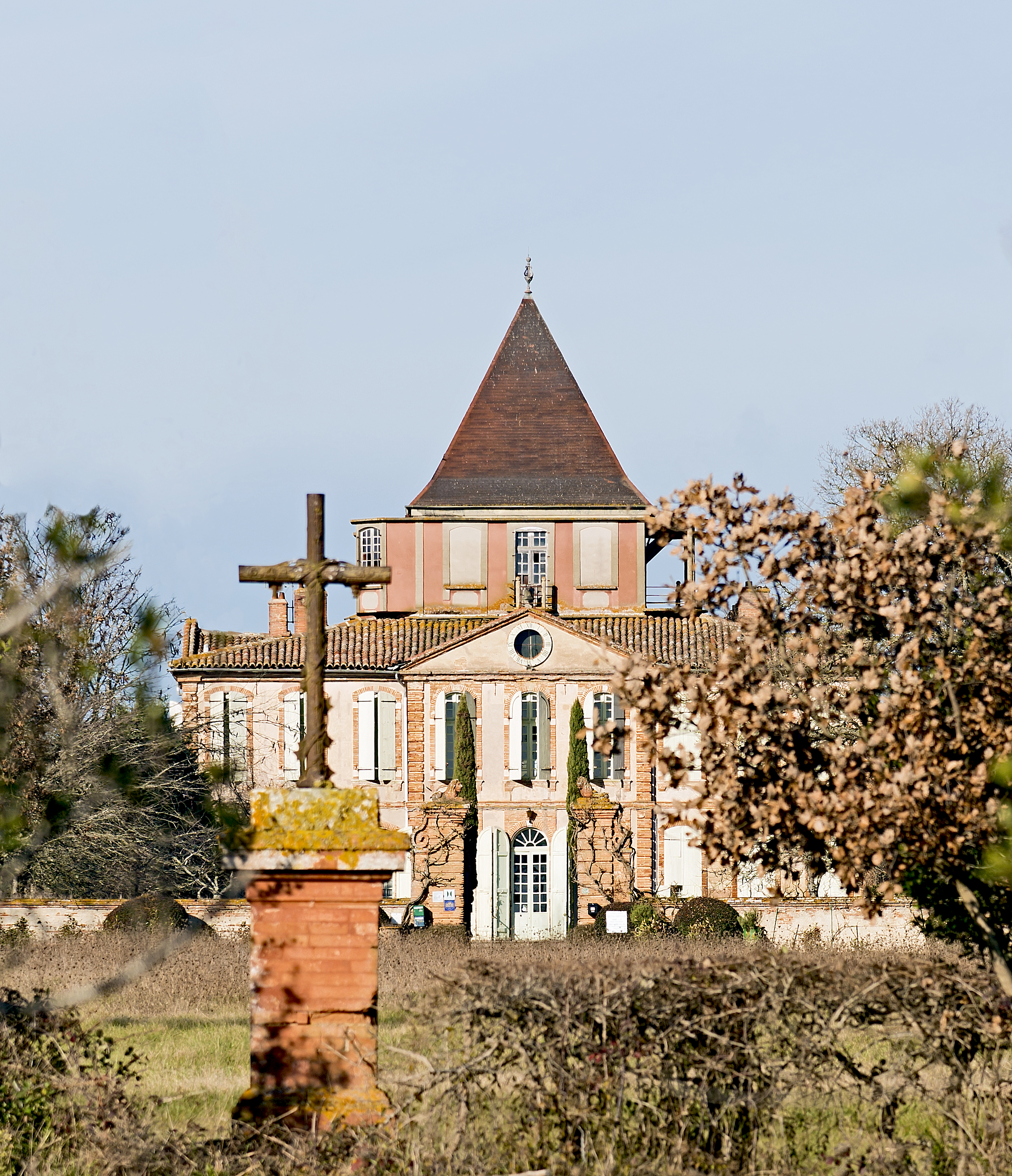
城堡
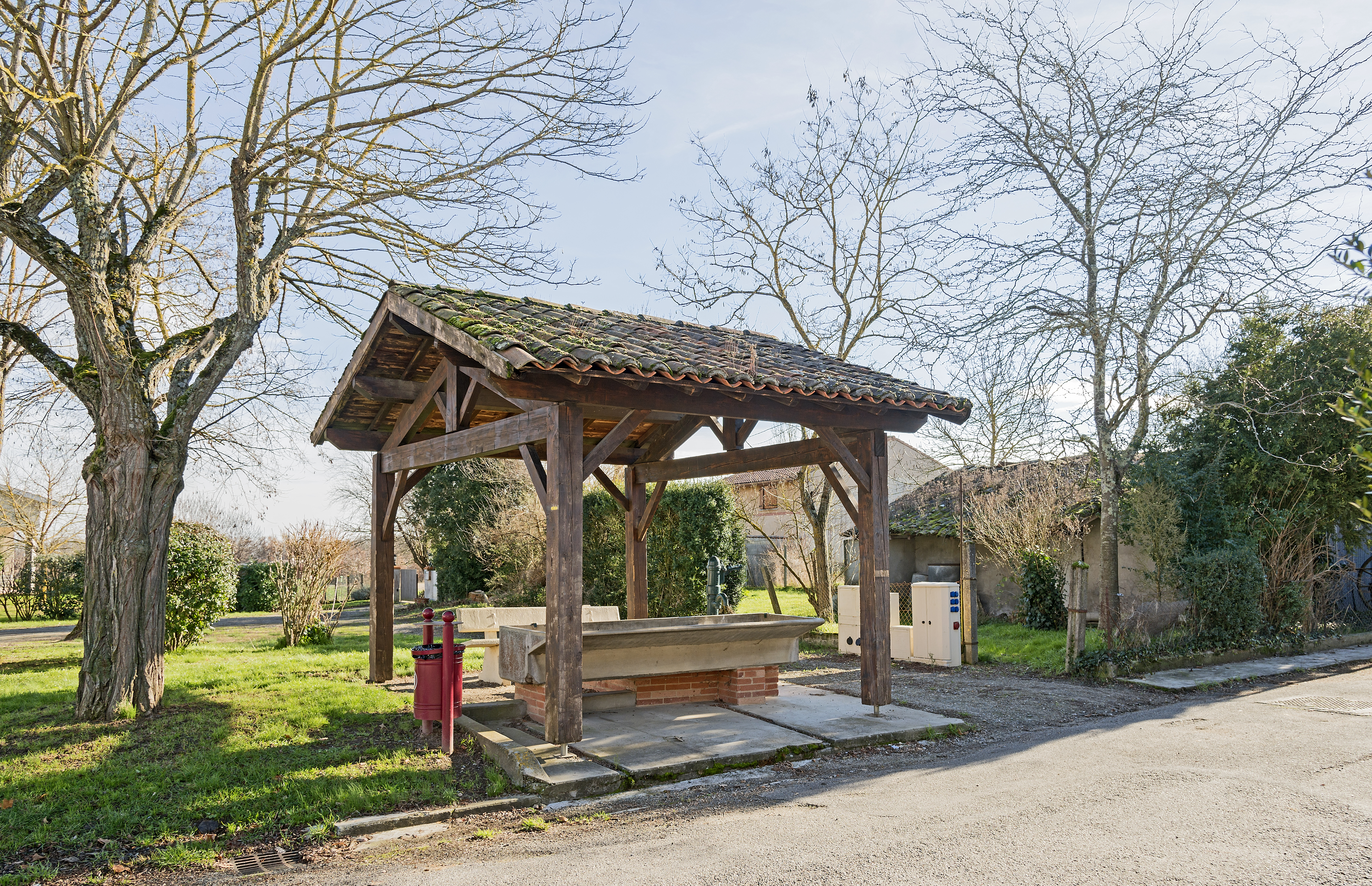
洗衣处
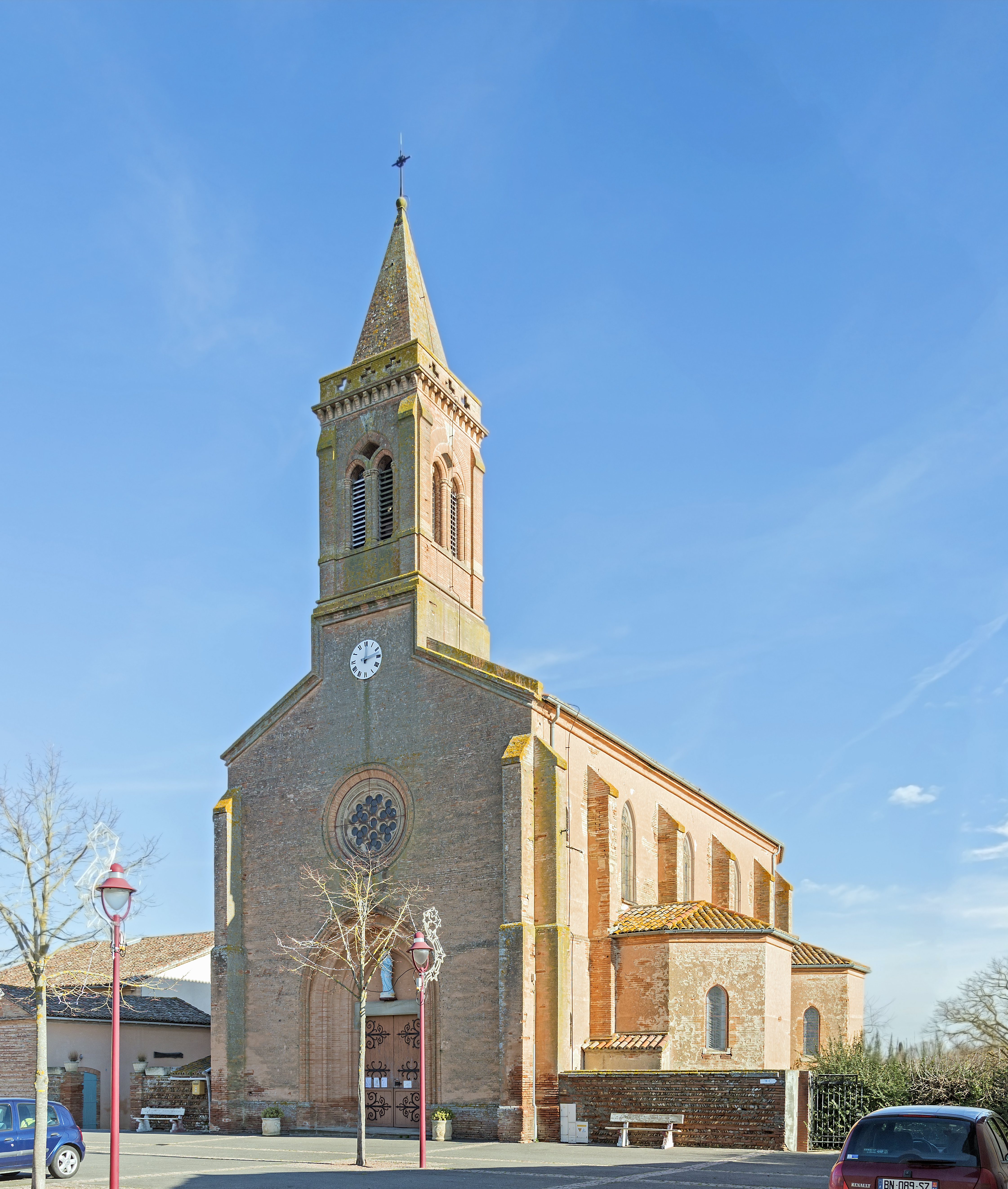
教堂